# Tsotsi
Tsotsi is een Zuid-Afrikaanse film uit 2005 onder regie van Gavin Hood. De film is gebaseerd op het gelijknamige boek van Athol Fugard. De film vertoont zes dagen uit het gewelddadige leven van een jonge gangster uit Johannesburg. De soundtrack bestaat uit Kwaito muziek, waaronder van de Zuid-Afrikaanse artiest Zola. De film won diverse prijzen, waaronder een Academy Award voor "Beste buitenlandse film" in 2006.

## Verhaal
De 19-jarige Tsotsi (Presley Chweneyagae) woont in een sloppenwijken bij Johannesburg. Tsotsi is zijn bijnaam en betekent "gangster" in straattaal. Zijn echte naam en verleden heeft Tsotsi vedrongen. Hij is erg impulsief en gewelddadig en veel mensen zijn bang voor hem. Samen met een aantal vrienden leeft Tsotsi van de straatmisdaad. Als op een avond in een illegaal café, een van de bendeleden aan Tsotsi blijft vragen naar zijn verleden, slaat hij hem in elkaar. Hij slaat op de vlucht en berooft een vrouw van haar auto. Op de achterbank van de auto blijkt een baby van drie maanden te zitten. Hij wil weg rennen maar neemt het hulpeloze kindje toch mee. Hij heeft geen idee hoe hij met de baby om moet gaan, en voeden kan hij ook niet. Hij bewaart hem een tijdje in een papieren tas onder zijn bed tot hij een oplossing heeft. Uiteindelijk dwingt hij een jonge moeder (Terry Pheto) regelmatig het kindje te voeden. De baby zorgt ervoor dat Tsotsi zijn ogen opent voor het goede, en de zorgzame kant van Tsotsi naar boven brengt. Tsotsi wordt gezocht door de politie, heeft problemen met zijn vrienden en krijgt last van zijn geweten. Na een inwendige strijd met zichzelf, besluit Tsotsi de baby terug te brengen naar zijn ouders, waar tevens de politie klaar staat de jonge crimineel in te rekenen.

## Rolverdeling
| Acteur              | Personage       | Opmerkingen               |
| ------------------- | --------------- | ------------------------- |
| Presley Chweneyagae | Tsotsi          | Hoofdrol                  |
| Terry Pheto         | Miriam          | Jonge moeder              |
| Kenneth Nkosi       | Die Aap         | bendelid                  |
| Mothusi Magano      | Boston          | bendelid                  |
| Zenzo Ngqobe        | Butcher         | bendelid                  |
| Zola                | Fela Ndlovu     | Gangsterbaas              |
| Israel Makoe        | Tsotsi's vader  | Tsotsi's vader            |
| Percy Matsemela     | Inspector Zuma  | Politie                   |
| Jerry Mofokeng      | Morris          | Invalide                  |
| Benny Moshe         | Jonge Tsotsi    | Tsotsi tijdens flashbacks |
| Nambitha Mpumlwana  | Pumla Dube      | Moeder baby               |
| Rapulana Seiphemo   | John Dube       | Vader baby                |
| Thembi Nyandeni     | Soekie          | Barvrouw/Verzorgster      |
| Ian Roberts         | Captain Smit    | Politie                   |
| Owen Sejake         | Gumboot Dlamini | -                         |

## Prijzen
- Academy Awards 2006: Oscar "Beste buitenlandse film".
- BAFTA 2006: Genomineerd
- The Carl Foreman Award: Beste "Niet-Engelse" film.
- Pan African Film and Arts Festival 2006 Award: Jury Prijs voor beste bijdrage
- Santa Barbara Film Festival 2006 Award: Publieks Award
- Thessaloniki Film Festival 2005 Award: Independence Day section, Greek Parliament's Human Values Award
- Denver International Film Festival 2005 Award: Publieks Award
- Cape Town World Cinema Festival 2005 Award: Critics Jury Award
- St. Louis International Film Festival 2005 Award: Audience Choice Award
- Los Angeles AFI Film Festival 2005 Award: Audience Award
- The Toronto International Film Festival 2005 Award: People's Choice Award
- The Edinburgh International Film Festival 2005 Award: De "Michael Powell" Award voor beste film met Britse bijdrage.
- Standard Life Audience Award

## Trivia
- In april 2006 werd de film realiteit in de stad Pretoria. Een Zuid-Afrikaanse crimineel had een auto gestolen, waar een baby in zat. De dief vond de baby en bracht hem terug. De politie omschreef het incident als een simulatie van de Tsotsi film. Zie Artikel BBC News.